# Aunjanue Ellis
Aunjanue L. Ellis (San Francisco, 21 febbraio 1969) è un'attrice statunitense.
Dopo il debutto in serie televisive negli anni 90, arriva al successo internazionale prendendo parte a numerosi film, tra cui Undercover Brother (2002), Ray (2004) e al film nominato agli Oscar The Help (2011). Dal 2010 al 2017 recita nelle serie televisive The Mentalist, NCIS: Los Angeles, The Book of Negroes e Quantico.
Dopo il ritorno sul grande schermo nel film candidato agli Oscar Se la strada potesse parlare (2018), recita nella miniserie televisiva When They See Us, ottenendo il plauso della critica con nomime agli Primetime Emmy Awards, NAACP Image Awards. Successivamente è presente nel cast della serie televisiva Lovecraft Country - La terra dei demoni, ottenendo candidature agli Screen Actors Guild Awards e Primetime Emmy Awards.
Nel 2022 recita nel film biografico Una famiglia vincente - King Richard, apprezzata dalla critica, riceve una candidatura al Golden Globe, al Critics Choice Award, allo Screen Actors Guild Award, al Premio BAFTA e al Premio Oscar nella sezione miglior attrice non protagonista.

## Biografia

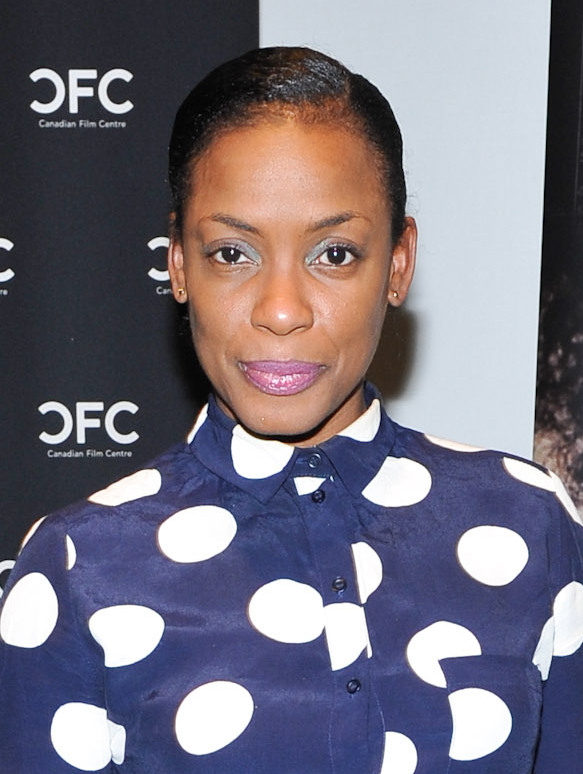
Aunjanue Ellis alla presentazione di The Book of Negroes nel 2015.

La Ellis è cresciuta nella fattoria della nonna in Mississippi. Ha frequentato il Tougaloo College a Jackson prima di trasferirsi alla Brown University dove conseguì la laurea in studi afroamericani. Mentre frequentava l'università recitò con Jim Barnhill e John Emigh, e successivamente frequentò un corso di studi in arte drammatica alla New York University.
Nel 1995, Ellis debutta come attrice apparendo nel ruolo di Ariel al fianco di Patrick Stewart in un revival di Broadway de La tempesta di William Shakespeare. Successivamente ha recitato per la prima volta in televisione nella serie drammatica Undercover. Nel 1996 ebbe il ruolo di co-protagonista nel film indipendente Ragazze di città (Girls Town) affiancata dall'attrice Lili Taylor, mentre ricopre il ruolo dell'agente Leslie Joyner nella serie televisiva creata da Steven Spielberg, High Incident, sino al 1997. Durante la fine degli anni novanta, Ellis ottiene ruoli di minori nei film Ed's Next Move,  In Too Deep, La mappa del mondo e Desert Blue diretto da Morgan J. Freeman.
Agli inizi degli anni duemila viene scelta nel cast di Men of Honor - L'onore degli uomini, ruolo che le fa ottenere la prima nomina ai NAACP Image Award come miglior attrice non protagonista. Nello stesso periodo compare nei film The Opponent, Crime Shades e Lovely & Amazing, proseguendo la carriera televisiva divenendo un personaggio ricorrente di numerose serie televisive, tra cui Squadra emergenza, 100 Centre Street e MDs. In seguito viene scelta come attrice protagonista da Malcolm D. Lee per il film Undercover Brother, interpretazione riconosciuta con il Black Reel Award come miglior attrice protagonista.
Nel 2004 compare nel film Brother to Brother e nel progetto cinematografico basato sulla vita di Ray Charles, Ray, in cui Ellis recita con Jamie Foxx, Regina King e Sharon Warren, ottenendo una nomina agli Screen Actors Guild Award come miglior cast. In seguito torna a ricoprire ruoli nelle serie televisive Jonny Zero, E-Ring, Justice - Nel nome della legge e Law & Order. Dopo aver preso parte al film The Express, nel 2009 viene scelta nei cast di Colpo di fulmine - Il mago della truffa, affiancando Steven Jay Russell e Jim Carrey, Pelham 123 - Ostaggi in metropolitana e Gifted Hands - Il dono, quest'ultimo valendole una nomina ai NAACP Image Award come miglior attrice in un film televisivo.
Successivamente al film Game of Death diretto da Giorgio Serafini, Ellis viene scelta nel cast del film cult The Help, in cui interpreta una domestica afroamericana, recitando al fianco di Octavia Spencer, Viola Davis, Emma Stone e Jessica Chastain. Tra il 2011 e il 2012 entra a far parte del cast delle serie televisive The Mentalist, Missing e NCIS: Los Angeles, recitando inoltre nel film Abducted: The Carlina White Story, ruolo che le è valso il secondo Black Reel Award come miglior attrice in un film televisivo. Nel 2015 viene scelta nel ruolo di Aminata Diallo per la miniserie televisiva The Book of Negroes, ottenendo ampio sostegno dalla critica, ricevendo nomine ai Critics' Choice Television Awards, NAACP Image Award e Satellite Award. Tra il 2015 e 2017 è presente nella prima e seconda stagione della serie televisiva Quantico.
Nel 2018 torna a recitare sul grande schermo come membro del cast del film nominato agli Oscar Se la strada potesse parlare diretto da Barry Jenkins. Successivamente recita nella serie drammatica Designated Survivor e nel 2019 prende parte alla miniserie When They See Us, partecipazione che le fa ottenere il sostegno della critica cinematografica, con nomime agli Primetime Emmy Awards, NAACP Image Awards e Screen Actors Guild Awards. Dal 2020 debutta nella serie Lovecraft Country - La terra dei demoni, ottenendo una nomina agli Screen Actors Guild Awards e Satellite Award.
Nel 2021 recita nel ruolo della madre della tennista Serena Williams nel film biografico diretto da Reinaldo Marcus Green Una famiglia vincente - King Richard. Ellis viene apprezzata dalla critica ottenendo numerosi riconoscimenti, tra cui candidature ai Golden Globe, Critics' Choice Awards e Satellite Award.
Durante gli ESSENCE Black Women in Hollywood Awards ha fatto coming out sfilando sul con una giacca in strass di Dolce & Gabbana con scritto sulla manica Queer. Nelle interviste successive ha precisato di essere lesbica e di essere stata vittima di episodi di omofobia.

## Filmografia

### Cinema
- Ragazze di città (Girls Town), regia di Jim McKay (1996)
- Ed's Next Move, regia di John Walsh (1996)
- Strade laterali (Side Streets), regia di Tony Gerber (1998)
- Desert Blue, regia di Morgan J. Freeman (1998)
- In Too Deep, regia di Michael Rymer (1999)
- La mappa del mondo (A Map of the World), regia di Scott Elliott (1999)
- John John in the Sky, regia di Jefferson Davis (2000)
- Men of Honor - L'onore degli uomini (Men of Honor), regia di George Tillman Jr. (2000)
- The Opponent, regia di Eugene Jarecki (2000)
- Crime Shades (The Caveman's Valentine), regia di Kasi Lemmons (2001)
- Lovely & Amazing, regia di Nicole Holofcener (2001)
- I Am Ali, regia di Dream Hampton – cortometraggio (2002)
- Undercover Brother, regia di Malcolm D. Lee (2002)
- Brother to Brother, regia di Rodney Evans (2004)
- Ray, regia di Taylor Hackford (2004)
- Perception, regia di Irving Schwartz (2005)
- Il colore del crimine (Freedomland), regia di Joe Roth (2006)
- Cover, regia di Bill Duke (2007)
- The Express, regia di Gary Fleder (2008)
- The Hungry Ghosts, regia di Michael Imperioli (2009)
- Colpo di fulmine - Il mago della truffa (I Love You Phillip Morris), regia di Glenn Ficarra e John Requa (2009)
- Pelham 123 - Ostaggi in metropolitana (The Taking of Pelham 123), regia di Tony Scott (2009)
- The Tested, regia di Russell Costanzo (2009)
- Gifted Hands - Il dono, regia di Thomas Carter (2009)
- Game of Death, regia di Giorgio Serafini (2010)
- The Resident, regia di Antti Jokinen (2011)
- The Help, regia di Tate Taylor (2011)
- The Birth of a Nation - Il risveglio di un popolo (The Birth of a Nation), regia di Nate Parker (2016)
- Se la strada potesse parlare (If Beale Street Could Talk), regia di Barry Jenkins (2018)
- Pimp, regia di Christine Crokos (2018)
- Una famiglia vincente - King Richard (King Richard), regia di Reinaldo Marcus Green (2021)
- Il colore viola (The Colour Pourple) regia di Blitz Bazawule (2023)
- Origin, regia di Ava DuVernay (2023)
- The Deliverance - La redenzione (The Deliverance), regia di Lee Daniels (2024)
- I ragazzi della Nickel (Nickel Boys), regia di RaMell Ross (2024)

### Televisione
- New York Undercover – serie TV, 1 episodio (1995)
- High Incident – serie TV, 26 episodi (1996-1997)
- The Practice - Professione avvocati (The Practice) – serie TV, 4 episodi (1999)
- Squadra emergenza (Third Watch) – serie TV, 2 episodi (2000)
- HBO First Look – serie TV, 1 episodio (2000)
- L'amore prima di tutto – film TV (2000)
- Access Granted – serie TV, 1 episodio (2001)
- 100 Centre Street – seir TV, 3 episodi (2001)
- MDs – serie TV, 10 episodi (2002)
- The D.A. – serie TV, un episodio (2004)
- Jonny Zero – serie TV, 6 episodi (2005)
- E-Ring – serie TV, 11 episodi (2005-2006)
- Justice - Nel nome della legge (Justice) – serie TV, 8 episodi (2006)
- Law & Order: Criminal Intent – serie TV, 1 episodio (2007)
- The Prince of Motor City – film TV (2008)
- Numb3rs – serie TV, 1 episodio (2008)
- Racing for Time – film TV (2008)
- The Border – serie TV, 1 episodio 2008)
- The Mentalist – serie TV, 17 episodi (2010-2013)
- The Good Wife – serie TV, episodio 1x14 (2010)
- Missing – serie TV, 3 episodi (2012)
- Rapita: il dramma di Carlina White (Abducted: The Carlina White Story), regia di Vondie Curtis-Hall – film TV (2012)
- Sleepy Hollow – serie TV, 1 episodio (2014)
- NCIS: Los Angeles – serie TV, 7 episodi (2012-2017)
- The Book of Negroes – miniserie TV (2015)
- Quantico – serie TV, 44 episodi (2015-2017)
- Designated Survivor – serie TV, 1 episodio (2018-2019)
- When They See Us – miniserie TV, 3 puntate (2019)
- Law & Order - Unità vittime speciali- serie TV, episodio 21x18 (2020)
- Lovecraft Country - La terra dei demoni (Lovecraft Country) – serie TV, 6 episodi (2020)
- Justified: City Primeval – serie TV (2023)

## Doppiatrici italiane
Nelle versioni in italiano delle opere in cui ha recitato, Aunjanue Ellis è stata doppiata da:
- Laura Romano in E-Ring, Rapita: il dramma di Carlina White Se la strada potesse parlare, Lovecraft Country - La terra dei demoni, Una famiglia vincente - King Richard, I ragazzi della Nickel
- Laura Lenghi in La mappa del mondo, The Help, Quantico
- Francesca Fiorentini in Ray, Pelham 123 - Ostaggi in metropolitana
- Chiara Colizzi in Men of Honor - L'onore degli uomini
- Tatiana Dessi in Crime Shades
- Loredana Nicosia in Undercover Brother
- Tiziana Avarista ne Il colore del crimine
- Alessandra Cassioli in The Express
- Eleonora De Angelis in The Mentalist
- Daniela Calò in NCIS: Los Angeles
- Rachele Paolelli in Game of Death
- Sabrina Duranti in The Resident
- Stella Musy in Missing
- Alessia Amendola in The Birth of a Nation - Il risveglio di un popolo
- Laura Boccanera in Designated Survivor
- Guendalina Ward ne Il colore viola
- Angela Brusa in The Deliverance - La redenzione

## Riconoscimenti
- Premio Oscar
  - 2022 – Candidatura alla miglior attrice non protagonista per Una Famiglia Vincente - King Richard
- Golden Globe
  - 2022 – Candidatura alla miglior attrice non protagonista per Una Famiglia Vincente - King Richard
- Premio BAFTA
  - 2022 – Candidatura alla miglior attrice non protagonista per Una Famiglia Vincente - King Richard
- Critic's Choice Movie Awards
  - 2022 – Candidatura alla miglior attrice non protagonista per Una Famiglia Vincente - King Richard
  - 2024 – Candidatura al miglior cast corale per Il colore viola
- Critic's Choice Television Awards
  - 2015 – Candidatura alla miglior attrice in una miniserie o film per la televisione per The Book of Negroes
  - 2024 – Candidatura alla miglior attrice in una serie drammatica per Justified
- Gotham Independent Film Awards
  - 2023 – Candidatura alla miglior interpretazione protagonista per Origin
- Premio Emmy
  - 2019 – Candidatura alla miglior attrice in una miniserie o film per la televisione per When They See Us
  - 2021 – Candidatura alla miglior attrice non protagonista in una serie drammatica per Lovecraft Country
- NAACP Image Awards
  - 2001 – Candidatura alla miglior attrice non protagonista cinematografica per Men of Honor - L'onore degli uomini
  - 2010 – Candidatura alla migliore attrice in un film per la televisione, una miniserie o uno speciale drammatico per Gifted Hands: The Ben Carson Story
  - 2016 – Candidatura alla migliore attrice in un film per la televisione, una miniserie o uno speciale drammatico per The Book of Negroes
  - 2020 – Candidatura alla migliore attrice in un film per la televisione, una miniserie o uno speciale drammatico per When They See Us
  - 2021 – Candidatura alla migliore attrice in un film per la televisione, una miniserie o uno speciale drammatico per The Clark Sisters: First Ladies of Gospel
  - 2021 – Candidatura alla miglior attrice non protagonista in una serie drammatica per Lovecraft Country
  - 2022 – Candidatura alla miglior attrice non protagonista in un film per Una Famiglia Vincente - King Richard
  - 2024 – Candidatura alla miglior attrice protagonista in un film per Origin
  - 2024 – Miglior cast cinematografico per Il colore viola
- Satellite Awards
  - 2015 - Candidatura alla miglior attrice in una miniserie o film per la televisione per The Book of Negroes
  - 2020 - Candidatura alla miglior attrice in una miniserie o film per la televisione per When They See Us
  - 2022 - Candidatura alla miglior attrice non protagonista per Una Famiglia Vincente - King Richard
- Screen Actors Guild Awards
  - 2005 - Candidatura al miglior cast cinematografico per Ray
  - 2021 - Candidatura al miglior cast in una serie drammatica per Lovecraft Country
  - 2022 - Candidatura al miglior cast cinematografico per Una Famiglia Vincente - King Richard
  - 2024 - Candidatura al miglior cast cinematografico per Il colore viola